# Andrea Haufe
Andrea Haufe (* 10. September 1953 in Freiburg im Breisgau) ist eine deutsche Designerin, Illustratorin und Verlegerin. Sie lebt in Freiburg.

## Werdegang
Andrea Haufe besuchte die Freie Waldorfschule in Freiburg, ihr Abitur absolvierte sie am Gymnasium in Reichersbeuern in Bayern. 
Schon in frühen Jahren entdeckte sie ihre große Leidenschaft, die Liebe zu Tieren. Haufe wurde zunächst Tierpflegerin für Orang-Utans und Schimpansen im Tierpark Hellabrunn, München, bevor sie ihr Studium der Forstwissenschaften und der Germanistik in Freiburg begann.
Es folgten längere Aufenthalte in Brasilien. In Rio de Janeiro war sie Szenenfotografin beim brasilianischen Jugendfilm (J. B. Tanko Filmes). Nach einer Buchhändlerlehre in Freiburg wurde sie Verlegerin. Seit 1990 folgten Designs und Illustrationen für Kinderbilderbücher, T-Shirts, Uhren, Postkarten, Kunstkarten, Kalender, CD-ROMS.
Die ersten öffentlichen Kunst-Ausstellungen von Andrea Haufe folgten Ende der 90er-Jahre. Andrea Haufe ist Beiratsvorsitzende der Haufe-Gruppe.

## Ausstellungen (Auswahl)
- Mai 2001: Max Grundig Klinik, Bühlerhöhe
- Oktober 2001: Internationale Buchmesse, Frankfurt
- Dez. 2001 / Jan. 2002: Klinik St. Urban (Freiburg im Breisgau)
- Februar 2002: Internationale Ambiente Frankfurt
- April 2002: Artists for Moon Bears, Wiesbaden
- Herbst 2002: Galerie Loy (bei Oldenburg)[3]
- April 2003: Benefiz-Auktionzugunsten der Animals Asia Foundation, München[4]
- 2004: Buddy Bären reisen um die Welt: Kitzbühel, Hongkong, Istanbul
- März 2004: Ausstellung in der Galerie licht2b, Bad Krozingen
- Oktober 2004: Artists for Moon Bears, Hamburg
- April 2005: Pavillon Josephine Strasbourg
- Dezember 2005: Internationale Biennale für Zeitgenössische Kunst, Florenz
- Oktober 2006: Artists for Moon Bears IV, Freiburg
- April 2007: Ausstellung im Katharinensaal, Colmar (Frankreich)
- Dezember 2007: Teilnahme an der VI Internationalen Biennale für Zeitgenössische Kunst, Florenz

## Kulturpreise
- 2001: Kunst- und Kulturpreis Mephisto, Tübingen[5]
- 2006: Euro-Kunstplakett
- 2007: Euro-Medaille und Euro-Pokal für Kunst und Kultur, Baden-Baden

## Stiftung
2002 wurde die Andrea Haufe Stiftung gegründet.
Der Schwerpunkt der Andrea Haufe Stiftung liegt in der Förderung von sozialen Hilfsprojekten, die vorzugsweise Kindern und Tieren gewidmet sind. Die dafür benötigten finanziellen Mittel erhält die Stiftung durch Spenden und durch alle Einnahmen aus der künstlerischen Tätigkeit von Andrea Haufe.
Alle Spenden fließen ausschließlich den ihnen zugedachten Projekten zu, so unter anderem:
- Projekt Tierschutz in Asien (Animals Asia Foundation)
- Projekt Straßenkinder (Brasilien)
- Projekt Tierschutz in Brasilien, SítioBichoGaúcho (Porto Alegre)

2014 wurde die Andrea Haufe Münsterstiftung gegründet, die zum Erhalt des Freiburger Münsters beiträgt.